# Abdel Kalil
Abdel Kalil (né le 12 juin 1997) est un athlète vénézuélien, spécialiste du sprint.
Il remporte le titre du relais 4 x 100 m lors des Championnats d’Amérique du Sud 2019 à Lima.